# Photinula crawshayi
Photinula crawshayi is een slakkensoort uit de familie van de Calliostomatidae. De wetenschappelijke naam van de soort is voor het eerst geldig gepubliceerd in 1905 door E. A. Smith.